# Кипар на Европском првенству у атлетици за млађе сениоре 2017.
Кипар је учествовала на 11. Европском првенству за млађе сениоре 2017. одржаном у Бидгошћу, Пољска, од 13. до 16. јула. Репрезентацију Кипра на његовом једанаестом учешћу на европским првенствима за млађе сениоре представљало је 8 спортиста (3 мушкараца и 5 жена), који су се такмичили у 9 дисциплина (3 мушке и 6 женских).
На овом првенству такмичари са Кипра нису остварили неки резултат.

## Учесници
| Мушкарци: - Панајотис Андреу — Скок удаљ - Рафаил Антониоу — Бацање диска - Андреас Христодулу — Десетобој | Жене: - Оливија Фотопулу — 100 м, 200 м - Родама Лагонидоу — 10.000 м - Наталија Христофи — 100 м препоне - Филипа Фотопулу — Скок удаљ - Кристала Кириакоу — Бацање кладива |  |

## Резултати

### Мушкарци
| Атлетичар        | Дисциплина   | Лични рекорд | Квалификације | Квалификације | Полуфинале   | Полуфинале | Финале                | Финале       | Детаљи |
| Атлетичар        | Дисциплина   | Лични рекорд | Резултат      | Место         | Резултат     | Место      | Резултат              | Место        | Детаљи |
| ---------------- | ------------ | ------------ | ------------- | ------------- | ------------ | ---------- | --------------------- | ------------ | ------ |
| Панајотис Андреу | скок удаљ    | 7,52         | 5,26          | 7. у гр. Б    |              |            | Нису се квалификовали | 30 / 30 (31) |        |
| Рафаил Антониоу  | бацање диска | 55,10        | 49,08         | 13. у гр. А   | 25 / 25 (26) |            | Нису се квалификовали |              |        |

#### десетобој
| Дисциплина   | Андреас Христодулу | Андреас Христодулу | Андреас Христодулу | Андреас Христодулу | Андреас Христодулу | Андреас Христодулу |
| Дисциплина   | Лич. рек.          | Резултат           | Бод.               | Плас.              | Укупно             | Плас.              |
| ------------ | ------------------ | ------------------ | ------------------ | ------------------ | ------------------ | ------------------ |
| 100 м        |                    | 11,36              | 782                | 17.                | 782                | 17.                |
| Скок удаљ    |                    | 6,77               | 760                | 18.                | 1.542              | 17.                |
| Бацање кугле |                    | 12,25              | 622                | 16.                | 2.164              | 18.                |
| Скок увис    |                    | 1,81               | 636                | 19.                | 2.800              | 19.                |
| 400 м        |                    | 52,26              | 713                | 19.                | 3.513              | 19.                |
| 110 препоне  |                    | 15.23}             | 822                | 16.                | 4.335              | 19.                |
| Бацање диска |                    | 36,70              | 598                | 16.                | 4.933              | 18.                |
| Скок мотком  |                    | БП                 | 0                  |                    | 4.933              | 19.                |
| Бацање копља |                    | 57,47 ЛРС          | 700                | 7.                 | 5.633              | 19.                |
| 1.500 м      |                    | НЗ                 | 0                  |                    | 5.633              | 19.                |
| Укупно       |                    |                    |                    |                    | 5.633              | 19 / 19 (23)       |

### Жене
| Атлетичарка       | Дисциплина     | Лични рекорд | Квалификације | Квалификације | Полуфинале            | Полуфинале            | Финале                | Финале             | Детаљи |
| Атлетичарка       | Дисциплина     | Лични рекорд | Резултат      | Место         | Резултат              | Место                 | Резултат              | Место              | Детаљи |
| ----------------- | -------------- | ------------ | ------------- | ------------- | --------------------- | --------------------- | --------------------- | ------------------ | ------ |
| Оливија Фотопулу  | 100 м          | 11,56        | 11,74 кв      | 4. у гр. 3    | 11,68                 | 6. у гр. 1            | Није се квалификовала | 13 / 29            |        |
| Оливија Фотопулу  | 200 м          | 23,81        | 24,20         | 7. у гр. 1    | Није се квалификовала | Није се квалификовала | Није се квалификовала | 25 / 29 (31)       |        |
| Родама Лагонидоу  | 10.000 м       | 36:37,14     |               |               |                       |                       | Није завршила трку    | Није завршила трку |        |
| Наталија Христофи | 100 м препоне  | 13,41        | 13,56 КВ      | 3. у гр. 1    | 13,81                 | 8. у гр. 2            | Нису се квалификовале | 16 / 27            |        |
| Филипа Фотопулу   | скок удаљ      | 6,45         | 6,05          | 10. у гр. А   |                       |                       | Нису се квалификовале | 22 / 26            |        |
| Кристала Кириакоу | бацање кладива | 61,90        | 57,62         | 15. у гр. А   | 26 / 30 (31)          |                       | Нису се квалификовале |                    |        |